# Čtvrtletník
Čtvrtletník je periodikum vycházející jednou za čtvrt roku.
České čtvrtletníky:
- Brno Business
- Právo, ekonomika, management
- Přítomnost
- Svědectví – československý exilový čtvrtletník, který vycházel v letech 1956–1992[2]
- Texty